# Hans Jonas
Hans Jonas, nemški filozof judovskega rodu,* 10. maj 1903, Mönchengladbach, Renska provinca, Nemško cesarstvo, † 5. februar 1993, New York, ZDA. Napisal je vrsto vidnih del, ki so vplivala na filozofe v Ameriki in Evropi, predvsem pa v Nemčiji. Knjiga The imperative of Responsibility: In Search of Ethics for the Technological age velja za njegovo najpomembnejše delo, ki mu je prinesla tudi svetovno slavo. Bil je profesor na univerzah v Jeruzalemu, Montréalu, Ottawi in New Yorku.

## Življenje
Hans Jonas se je rodil 10. maja 1903 judovskim staršem v Mönchengladbachu. Prvo svetovno vojno je preživel kot najstnik in kasneje postal sionist, gibanja za združitev Judov v eni skupni nacionalni državi. Leta 1921 je dokončal gimnazijo v svojem domačem kraju in se vpisal na Univerzo v Freiburgu, kjer so takrat poučevali Edmund Husserl, Martin Heidegger in Rudolf Bultmann. Jonas je Heideggerja imel za svojega mentorja in mu je zameril, ko se je ta vpisal v nacistično stranko in zato prekinil stike z njim. Svoj direktorat je prejel leta 1928, leta 1933 pa je zaradi izvolitve Adolfa Hitlerja na pozicijo kanclerja in stopnjujoče se antiseministične politike zapustil Nemčijo in se preselil v Anglijo, leto kasneje pa v Jeruzalem. Tam je srečal Loro Weiner, s katero sta se zaročila. Leta 1940 se je pridružil britanski vojski, ki je organizirala brigado za Jude, ki so se hoteli boriti proti Hitlerjevemu nacizmu. Boril se je na Apeninskem polotoku in nato v Nemčiji ter tako izpolnil svoje besede: “V Nemčijo se vrnem zgolj kot vojak zmagovalne vojske.” Takoj po koncu vojne se je vrnil v rodni Mönchengladbach, kjer je izvedel da so njegovo mamo poslali v koncentracijsko taborišče v Auschwitzu, kjer je umrla v plinski celici. Po tem dogodku ni hotel več živeti v Nemčiji in se je pridružil izraelski vojski v vojni za izraelsko neodvisnost. Kratek čas je predaval na Univerzi v Jeruzalemu, potem pa je sprejel povabilo za poučevanje na McGillovi univerzi v Montrealu, Kanada. Leta 1950 je postal predavatelj na Carletonski univerzi v Ottawi, leta 1955 pa se je zaposlil na Novi šoli za socialne raziskave v New Yorku, kjer je poučeval do upokojitve, leta 1976. Od leta 1960 je redno obiskoval Nemčijo in posledično precej del napisal ravno v nemščini. Njegova dela o ekologiji so imela močan vpliv na gibanje Zelenih v Nemčiji.
V Evropi so kmalu prepoznali pomembnost njegovih del in mu podelili več nagrad. Prva izmed njih je bila nagrada za mir Friedenspreis, ki jo podeljuje nemška založba (Friedenspreis des Deutschen Buchhandels). Jonas Hans je umrl doma v New Rochellu, v New Yorku, 5. Februarja 1993, star 89 let.

## Delo
Delo Hansa Jonasa navadno delimo na tri obdobja, glede na njegova tri poglavitna področja raziskovanja: študije o gnosticizmu, študije o filozofiji biologije in študije o etiki.

### Gnosticizem
Jonas se je sprva ukvarjal predvsem s humanističnimi in filozofsko zgodovinskimi temami, resnično pa se je uveljavil s študijami o poznoklasičnem gnosticizmu, filozofskem in verskem gibanju. Skupno vsem smerem tega filozofsko religioznega gibanja je verovanje, da je nezavedni del človeka zgrajen iz iste substance kot Bog, toda zaradi tragičnega razkola vržen v svet, ki je napolnjen z zlimi demoni. Ta svet je torej tuj Bogu, ki je za gnostike tišina, globina in absoluten izvir dobrih duhov. Njegovo glavno delo o gnosticizmu The Gnostic Religion: The Message of the Alien God & the Beginnings of Christianity, izdano leta 1958, je bilo dolgo temeljno čtivo o zgodovini gnosticizma v angleščini.

### Filozofija biologije
Njegovo prvo večje delo Fenomen življenja The Phenomenon of Life iz leta 1966 je bilo uvod v njegovo delo o morali biologije, ki se je kasneje razširilo v moralo, oziroma etiko tehnologije. Njegova fenomonološka interpretacija biologije je razkrila metafizični pomen organskih pojavov. Ukvarjal se je tudi z moralnimi vprašanji bioloških poskusov in zagovarjal dualistično delitav telesa od duha.

### Moderna, ekološka in tehnološka etika
Glavno delo Hansa Jonasa na področju etike je bilo objavljeno leta 1979 pod naslovom The Imperative of Responsibility: In Search of Ethics for the Technological Age. Njegov prvi esej ne temo etike v tehnologiji Philosophical Essays: From Ancient Creed to Technological Man pa je izšel že leta poprej. Vsa dela tega obdobja poskušajo utemeljiti njegovo interpretacijo etike v modernem svetu, v katerem pomembno vlogo igra razmerje med človekom in naravo. Svoj poglavitni princip je poimenoval hevristika strahu. Ta daje prednost negativnim predvidevanjem o prihodnosti pred pozitivnimi v primeru nepredvidljivih in nepopravljivih tehnoloških nevarnosti, ki pretijo prihodnosti človeštva. Zagovarja, da je to upravičeno, saj smo ljudje odgovorna bitja. Tako ljudem nalaga neomejeno odgovornost, da poskrbimo za zemljo in naše zanamce, kakršno imajo tudi starši za otroka, le da ta otrok nikoli ne odrase. Zato moramo to odgovornost prenašati tudi na prihodnje rodove, kar je zanj še pomembnejša naloga, kot tista za ohranitev zemlje. Bil je eden prvih, ki je omenjal kolektivno odgovornost za zaščito planeta zaradi povečanja človeške zmožnosti njegovega uničenja in potrebe po naši ohranitvi. Zato velja za enega vodilnih filozofov na področju ekologije.
Hans Jonas se je srečal z mnogimi kritikami o njegovem pojmovanju etike. Očitali so mu, da je presplošna, preformalna in utopična.
Zanji dve desetletji svojega življenja je posvetil impliciranju teh dognanj v rasničnem življenju in poglabljanju kozmoloških in teoloških temeljev svoje filozofije, o čemer je razglabljal v delih kot je Technik, Medizin und Ethik, izdano leta 1985. Pomemben je tudi njegov prispevek k razumevanju genocida z delom Mortality and Morality: A Search for Good After Auschwitz iz leta 1996.

### V angleščini
- The Gnostic Religion: The Message of the Alien God & the Beginnings of Christianity (Boston: Beacon Press, 1958) ISBN 0-8070-5801-7

- The Phenomenon of Life: Toward a Philosophical Biology (New York, Harper & Row, 1966) OCLC 373876 (Evanston, Ill. : Northwestern University Press, 2001). ISBN 0-8101-1749-5

- The Imperative of Responsibility: In Search of Ethics for the Technological Age (prevod dela, ki ga je napisal v nemščini pod naslovom Das Prinzip Verantwortung) prevedla Hans Jonas and David Herr (1979). ISBN 0-226-40597-4 (University of Chicago Press, 1984) ISBN 0-226-40596-6

- Philosophical Essays: From Ancient Creed to Technological Man (Chicago: University of Chicago Press, 1974) ISBN 0-226-40591-5

- Mortality and Morality: A Search for Good After Auschwitz ed. Lawrence Vogel (Evanston, Ill.: Northwestern University Press, 1996). ISBN 0-8101-1286-8

With Stuart F Spicker: Organism, medicine, and metaphysics : essays in honor of Hans Jonas on his 75th birthday, May 10 1978 ISBN 90-277-0823-1
- On faith, reason and responsibility (San Francisco: Harper and Row, 1978. Nova izdaja: Institute for Antiquity and Christianity, Claremont Graduate School, 1981.) ISBN 0-940440-00-8

- Memoirs (Brandeis University Press, 2008) ISBN 978-1-58465-639-5

Immortality and the modern temper : the Ingersoll lecture, 1961 (Cambridge : Harvard Divinity School, 1962) OCLC 26072209 (vključeno v The Phenomenon of Life)
- Heidegger and theology (1964) OCLC 14975064 (vključeno v The Phenomenon of Life)

- Ethical aspects of experimentation with human subjects (Boston: American Academy of Arts and Sciences, 1969) OCLC 19884675.

### V nemščini
- Gnosis und spätantiker Geist (1–2, 1934–1954)

- Technik, Medizin und Ethik — Zur Praxis des Prinzips Verantwortung — Frankfurt a.M. :Suhrkamp, 1985 — ISBN 3-518-38014-1

- Das Prinzip Verantwortung: Versuch einer Ethik für die technologische Zivilisation (Frankfurt am Main : Insel-Verlag, 1979). ISBN 3-458-04907-X

- Erinnerungen. Nach Gesprächen mit Rachel Salamander, ed. Ch. Wiese. Frankfurt am Mein-Leipzig: Insel Verlag, 2003.

- Macht oder Ohnmacht der Subjektivität? Das Leib-Seele-Problem im Vorfeld des Prinzips Verantwortung. Frankfurt na Majni: Insel, 1981, in Frankfurt na Majni: Suhrkamp, 1987. ISBN 3-458-04758-1

- Erkenntnis und Verantwortung, Gespräch mit Ingo Hermann in der Reihe “Zeugen des Jahrhunderts”, uredil I. Hermann. Göttingen: Lamuv, 1991.

- Philosophische Untersuchungen und metaphysische Vermutungen. Frankfurt na Majni: Insel, 1992, in Frankfurt na Majni: Suhrkamp, 1997.

- Organismus und Freiheit. Ansätze zu einer philosophischen Biologie. Göttingen: Vandenhoeck & Ruprecht, 1973.

- Augustin und das paulinische Freiheitsproblem. Ein philosophischer Beitrag zur Genesis der christlich-abendländischen Freiheitsidee, Göttingen: Vandenhoeck & Ruprecht, 1930. druga izdaja naslovljena Augustin und das paulinische Freiheitsproblem. Eine philosophische Studie zum pelagianischen Streit, z uvodom J. M. Robinsona. Göttingen: Vandenhoeck & Ruprecht, 1965.

### V francoščini
- Le concept de Dieu après Auschwitz ISBN 2-86930-769-1

- Evolution et liberté ISBN 2-7436-0580-4

- Le Principe responsabilité ISBN 2-0813-0769-3

- Le Droit de mourir ISBN 2-7436-0104-3

- Une éthique pour la nature ISBN 2-220-04795-4

- S Sabine Cornille in Philippe Ivernel: Pour une éthique du futur ISBN 2-7436-0290-2

- S Sylvie Courtine-Denamy: Entre le néant et l'éternité ISBN 2-7011-1923-5